# Бегет
Бегет - международный облачный провайдер, аккредитованный национальный и международный регистратор доменных имен. Предоставляет услуги виртуального хостинга, аренды виртуальных серверов, аренды выделенных серверов и регистрации доменных имен. Бегет является аккредитованным регистратором в русскоязычных доменных зонах .РФ, .RU и .SU, национальных доменных зонах .WS, .TV, .ME, .KZ, .TW и др., а также имеет аккредитацию ICANN для регистрации международных доменов в зонах .COM, .ORG, .NET, .BIZ, .INFO и др.

## История
22 октября 2007 года Бегет получил свидетельство о государственной регистрации юридического лица и в настоящее время предоставляет услуги на основании лицензий на оказание телематических услуг связи и услуг связи по передаче данных, за исключением услуг связи по передаче данных для целей передачи голосовой информации.
2007 год — основание компании.
2010 год — создание собственной панели управления.
2014 год — лидер по приросту доменов в национальной доменной зоне .RU; вошел в пятерку крупнейших хостинг-провайдеров России.
2015 год — публикация открытого исходного кода собственного файлового менеджера SPRUT.io; заключение партнерского соглашения с IO-HOSTS.
2016 год — получение статуса аккредитованного регистратора в зонах .RU и .РФ; публикация открытого исходного кода собственного решения для защиты от DDoS-атак.
2017 год — релиз VPS.
2018 год — получение статуса аккредитованного ICANN регистратора международных доменов и расторжение договора с Рег.ру.
2019 год — получение премии Рунета за вклад в развитие национальной доменной зоны .RU.
2020 год — увеличение доли рынка на 1,0 п.п.
2022 год — запуск облачных баз данных.
2023 год — запуск первого в России генератора доменов, основанного на искусственном интеллекте; запуск VPS в Казахстане; запуск облачной платформы.

## Деятельность
Бегет предоставляет услуги виртуального хостинга, аренды виртуальных серверов, аренды выделенных серверов и регистрации доменных имен, являясь аккредитованным национальным и международным регистратором доменных имен.
Бегет предоставляет услуги в России и Казахстане. Входит в реестр аккредитованных ИТ-компаний России.
Бегет поддерживает регистрацию доменных имен в более чем 600 доменных зонах, включая .RU, .COM, .ORG, .NET, .BIZ, .INFO, .ONLINE, .TECH и др., обеспечивает время непрерывной доступности сайтов не менее 99,98 %, предоставляет бесплатно SSL-сертификаты от центра сертификации Let’s Encrypt и продает сертификаты от удостоверяющего центра GlobalSign.
По состоянию на октябрь 2023 года Бегет занимает лидирующую позицию среди российских хостинг-провайдеров: доля рынка в зоне .RU составляет 13,64 %, в зоне .РФ — 15,31 %, в зоне .SU — 13,18 %.

## Программное обеспечение
► SPRUT.io — файловый менеджер, который позволяет работать с несколькими серверами, выполнять действия с файлами и папками. Возможности SPRUT.io: переименование, копирование и удаление файлов и папок, изменение атрибутов файлов и директорий, работа с архивами и удаленным FTP, множественная загрузка, поиск по файлам, папкам и тексту, редактирование текста, просмотр изображений, работа с сайтами через FTP, управление доступом и др.
► Syncookied — система защиты от DDOS-атак. Основное предназначение — защита от SYN/ACK/DATA-флуда, также Syncookied может фильтровать трафик по произвольному набору правил в формате Pcap до 4 уровня по модели OSI.
Панель управления Бегета входит в реестр отечественного ПО.